# Maria Domenica Brun Barbantini

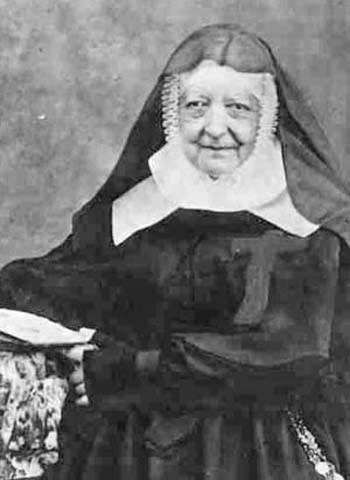
Maria Domenica Brun Barbantini

Maria Domenica Brun Barbantini (* 17. Januar 1789 in Lucca; † 22. Mai 1868 ebenda) war eine italienische römisch-katholische Ordensfrau und Gründerin der Kongregation der Suore Ministre degli Infermi di San Camillo (Schwestern im Dienst an den Kranken des hl. Kamillus), einer Gemeinschaft von Schwestern, die sich vor allem der Krankenpflege widmen. In der katholischen Kirche wird sie als Selige verehrt.

## Leben
Maria Domenica Brun wurde 1789 in Lucca als Tochter der Eheleute Pietro Brun und Giovanna Granducci geboren. Ihr Vater stammte aus Luzern, Schweiz, und diente in der in Lucca stationierten Schweizer Garde; ihre Mutter stammte aus Pariana, einer kleinen Stadt in der Nähe von Lucca. Ihre frühe Kindheit verbrachte sie glücklich in der Obhut ihrer Mutter und der strengen, militärisch geprägten Erziehung ihres Vaters. Ihre Jugend war dagegen geprägt vom Tod des Vaters und ihrer drei Geschwister kurz nacheinander.
Im Alter von 18 Jahren erhielt Maria Domenica einen Heiratsantrag von Salvatore Barbantini, einem jungen Mann aus Lucca, der wohlhabend, aber nicht reich war, nachdem er von seinem Vater ein Stoffgeschäft geerbt hatte. Maria Domenicas Mutter war zunächst gegen diese Ehe, das sie sich für ihre Tochter einen reicheren Ehemann wünschte. Am Ende überzeugte sie aber doch die Liebe der beiden, und nach vier Jahren konnte Maria Domenica am 22. April 1811 ihren Verlobten in der Kathedrale San Martino in Lucca heiraten. Bereits am 6. Oktober desselben Jahres starb ihr Mann plötzlich und ließ sie als schwangere Witwe zurück. Nach dem Tod von Salvatore trug Maria Domenica immer ein einfaches schwarzes Kleid, das ihr inneres Leben symbolisierte: ein privates Gelübde der Ehelosigkeit und Keuschheit. Sie war noch sehr jung und konnte wieder heiraten, aber sie lehnte jeden Vorschlag ab, weil sie sich ausschließlich dem Sohn, der bald geboren wurde, und den Werken der Barmherzigkeit widmen wollte, die Gott ihr nach und nach zeigen würde.
Am 14. Februar 1812 wurde der Sohn Lorenzo Pietro geboren. Die wirtschaftlichen Verhältnisse der jungen Mutter waren nicht sehr gut, Salvatore hatte ihr bei seinem Tod nur wenig Besitz hinterlassen. So brachte sie alle möglichen Opfer, um das Leben ihres Sohnes so sicher wie möglich zu machen. Tagsüber kümmerte sie sich um ihn und widmete einige Nachtstunden der Pflege von Kranken. 
Im Alter von 8 Jahren starb auch ihr Sohn Lorenzo nach einer kurzen schweren Krankheit. Maria Domenica fand Halt und Trost in ihrem Glauben und stellte nun ihr Leben ganz in den Dienst der armen und verlassenen Kranken ihrer Heimatstadt Lucca. Zu jeder Tages- und Nachtzeit und bei jedem Wetter eilte sie durch die engen und finsteren Gassen von Lucca, um Kranke und Sterbende zu besuchen und ihnen zu helfen.
Im Lauf der Zeit wurde Maria Domenica klar, dass sie die vielen Kranken nicht allein pflegen konnte. Ihr Organisationstalent und ihre praktische Intelligenz führten dazu, dass sie eine Gruppe gleichgesinnter Frauen um sich scharte, die sich der Pflege der kranken Armen verschrieben. So wurde im Jahr 1819 die Fromme Vereinigung der Schwestern der Nächstenliebe von ihr gegründet und unter das Patronat der Schmerzhaften Muttergottes gestellt. Erzbischof Filippo Sardi genehmigte offiziell die Fromme Vereinigung, für die Monsignore Del Prete, Beichtvater und geistlicher Leiter von Maria Domenica, die Konstitutionen schrieb.
Das Leben von Maria Domenica nahm eine neue Wendung, als Monsignore Del Prete ihr zwei sehr fromme Frauen anvertraute, die in klösterlicher Gemeinschaft und in Klausur leben und sich dem Gebet widmen wollten. Sie brauchten ein Haus, in dem sie leben konnten. Del Prete erzählte Maria Domenica davon und bat sie, das Haus zu kaufen, in dem die beiden Postulantinnen leben konnten. So entstand durch Maria Domenicas Hilfe in der folgenden Zeit in Lucca ein Kloster der Heimsuchung und die Gemeinschaft der Oblatinnen des heiligen Franz von Sales.
Während der Gründungszeit des Klosters der Heimsuchung erwachte in Maria Domenica der Wunsch, eine neue Gemeinschaft von Frauen zu gründen, die den Kranken und Leidenden dienten. Zu diesem Zweck gründete sie am 23. Januar 1829 die neue Gemeinschaft zunächst unter dem Namen Sorelle Oblate Infermiere. Später lernte Maria Domenica den Generaloberen der Kamillianer Antonio Scalabrini kennen, der sie in ihrem Tun und der Organisation der Gemeinschaft unterstützte. Die Gemeinschaft erhielt am 5. August 1841 die diözesane Anerkennung durch den Erzbischof von Lucca, Monsignore Domenico Stefanelli, und den Namen Suore Ministre degli Infermi di San Camillo. Mit der Unterstützung von Pater Scalabrini wurde die Gemeinschaft der Schwestern am 27. Januar 1842 dem Orden der Kamillianer angeschlossen. Am 23. März 1852 verlieh Pius IX. der Gemeinschaft das.
Maria Domenica wurde auch mit Anschuldigungen und Verleumdungen konfrontiert. Es kam zu einem Zerwürfnis zwischen ihr und dem Erzbischof Giulio Arrigoni, das in einem kirchlichen Prozess mündete, den sie demütig über sich ergehen ließ. Ihre körperlichen Kräfte ließen allmählich nach. Im Jahr 1866 erkrankte sie schwer, aber überwand ihre Krankheit – ihre Heilung schrieb sie dem heiligen Kamillus von Lellis zu. Sie engagierte sich weiterhin für ihre Gemeinschaft, merkte aber, dass ihre Kräfte von Tag zu Tag abnahmen. Sie machte sich ernsthafte Sorgen über die Zukunft der jungen und kleinen Gemeinschaft, denn in den politischen Unruhen in Italien entwickelten sich in der Bevölkerung antiklerikale und kirchenfeindliche Tendenzen, die sich auch gegen die Ordensgemeinschaften richteten.
Maria Domenica Brun Barbantini wurde durch eine Krankheit geschwächt, für die es jedoch keine genaue Diagnose gab. Am 22. Mai 1868 starb sie. Sie hinterließ eine Ordensgemeinschaft, die zwar zahlenmäßig klein war, aber mit starker Motivation und hingebungsvoll im Dienst an den Kranken.
Ihr Grab befindet sich heute in Lucca in der Chiesa della Santissima Trinità, der Konventskirche der Kamillianerinnen.

## Seligsprechung

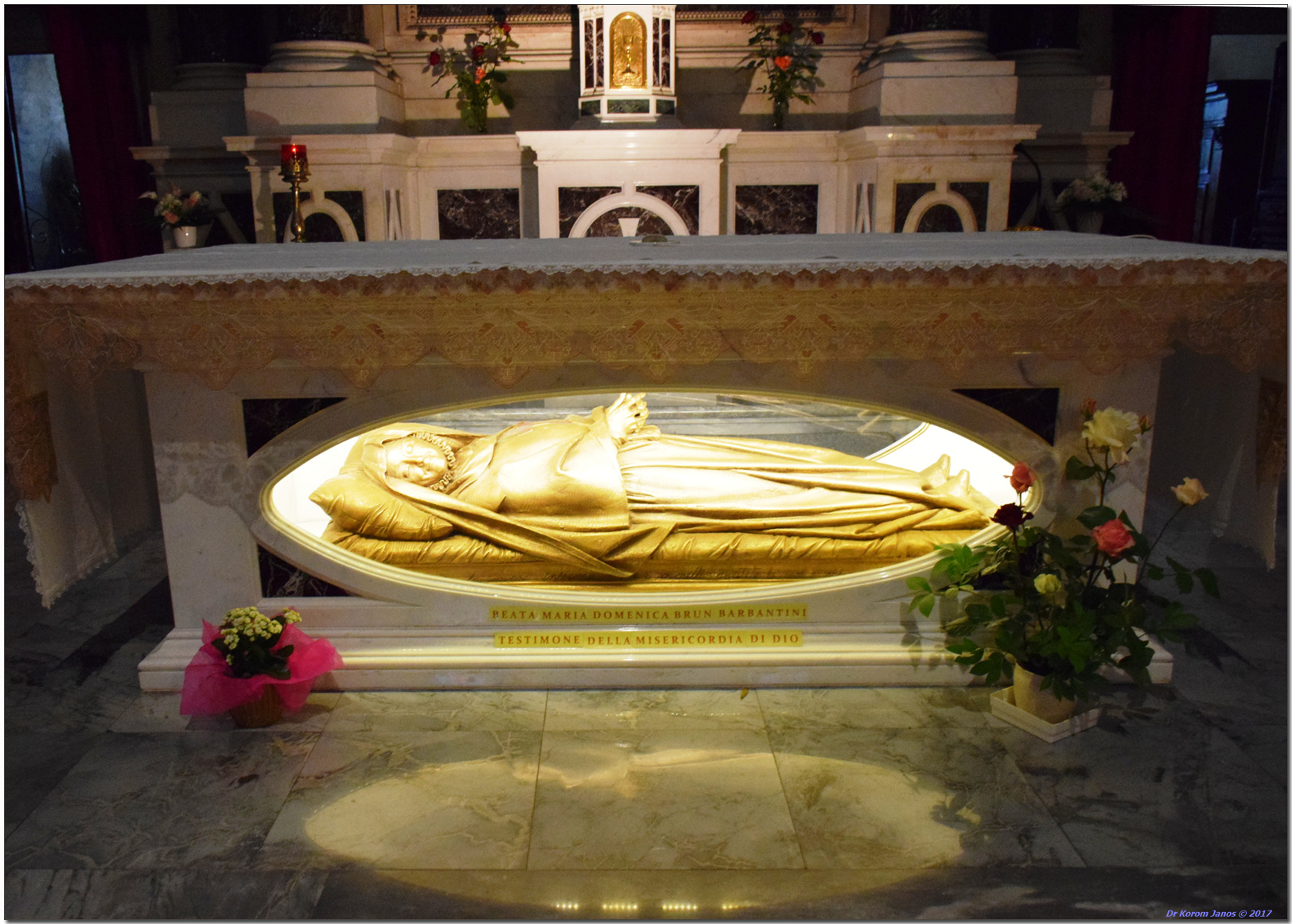
Grab unter dem Hauptaltar der Kirche Santissima Trinità in Lucca

Der Seligsprechungsprozess wurde von Erzbischof Arturo Marchi am 6. Mai 1927 eingeleitet. Nachdem alle Unterlagen über ihr Leben zusammengetragen waren, konnte Erzbischof Antonio Torrini am 6. Februar 1931 den diözesanen Prozess abschließen. Ihre Schriften wurden von Theologen begutachtet und am 28. Mai 1935 anerkannt. Ein ergänzender Prozess auf Diözesanebene fand vom 7. April bis zum  10. Juli 1937 statt. Die Kongregation für die Selig- und Heiligsprechungsprozesse bestätigte beide Prozesse erst am 1. Februar 1986 und erhielt die Positio in zwei Teilen 1988 und 1990.
Nach der Zustimmung der Historiker und Theologen bekam Maria Domenica Brun Barbantini am 26. März 1994 durch die Anerkennung ihres heroischen Tugendgrades durch Papst Johannes Paul II. den Titel einer Ehrwürdigen Dienerin Gottes verliehen. Nach der Untersuchung eines Heilungswunders und dessen Bestätigung durch Papst Johannes Paul II. am 15. Dezember 1994 wurde sie am 7. Mai 1995 auf dem Petersplatz seliggesprochen.

## Gedenktag
Ihr Gedenktag in der Liturgie der Kirche ist der 22. Mai, ihr Todestag.